# هونوگالپیتیا
هونوگالپیتیا (به لاتین: Hunugalpitiya) یک منطقهٔ مسکونی در سری‌لانکا است که در استان مرکزی (سری‌لانکا) واقع شده‌است.